# Marta (matka Symeona)
Marta (matka Symeona) (zm. 5 lipca 551) – święta Kościoła katolickiego i prawosławnego, matka Symeona Słupnika Młodszego.
Wiedzę o życiu świętej czerpiemy z żywota spisanego przez anonimowego mnicha w sto lat po jej śmierci. Marta urodziła się w Antiochii na początku VI wieku i posłuszna woli rodziców została żoną Jana z Edessy. Urodziła syna, który został sławnym słupnikiem. Z przekazów hagiograficznych dowiadujemy się o licznych cudach towarzyszących jej życiu np. o przepowiedzeniu daty śmierci przez anioła. Po śmierci pochowano ją pod Antiochią, ale zgodnie z wolą Symeona przeniesiona została do kościoła pod wezwaniem Świętej Trójcy wybudowanego w okolicy słupa na którym przebywał. Wspominana jest w dzienną rocznicę śmierci.